# Фрайбергер-Мульде
Фра́йбергер-Му́льде (нем. Freiberger Mulde, ˈfʁaɪbɛʁɡɐ ˈmʊldə) — река в Чехии (Устецкий край) и Германии (Саксония), правый приток реки Мульде. Длина — 124 км, площадь бассейна — 2981 км², расход воды — 35,3 м³/с.
Река берёт начало в Рудных горах в Чехии и течёт на северо-запад. Высота истока — 850 м над уровнем моря. Через несколько километров пересекает границу Германии; затем протекает через города Фрайберг (отсюда и название), Носсен, Дёбельн, Лайсниг, Кольдиц; берёт приток Цвиккауэр-Мульде и впадает в Мульде. Высота устья — 132,4 м над уровнем моря.